# David Urquhart (évêque)
Pour les articles homonymes, voir David Urquhart.
David Andrew Urquhart (né le 14 avril 1952)  est un évêque britannique. Il est le neuvième évêque de Birmingham de l'Église d'Angleterre de 2006 au 18 octobre 2022.

## Jeunesse et éducation
Urquhart fait ses études à la Croftinloan School, une école indépendante près de Pitlochry, et à la Rugby School, alors une école publique réservée aux garçons. Sa première carrière est dans la gestion commerciale chez British Petroleum avant d'étudier à l'Ealing Technical College Business School (Bachelor of Arts BA in Business Studies, 1977) . De 1982 à 1984, il se forme pour le ministère ordonné au collège de Wycliffe Hall, à Oxford, un collège théologique évangélique anglican.

## Carrière
Urquhart est ordonné diacre à Petertide 1984 (1er juillet), par John Habgood, archevêque d'York, à la Cathédrale d'York et prêtre l'année suivante, et sert à Hull avant de devenir vicaire de l'église Holy Trinity, Coventry en 1992 ; pour sa dernière année à Coventry, il est chanoine honoraire de la cathédrale.
Urquhart est nommé évêque suffragant de Birkenhead dans le diocèse de Chester en 2000. Il est envoyé de l'archevêque de Cantorbéry en Chine et l'accompagne lors d'une visite en Chine en octobre 2006 . Urquhart est nommé Prélat de l'Ordre de Saint-Michel et Saint-Georges en 2005  et détient la citoyenneté d'honneur de l'arrondissement de Wirral .
Sa nomination comme évêque de Birmingham est annoncée en 2006  et il est intronisé le 17 novembre 2006 , succédant à John Sentamu après la nomination de Sentamu comme archevêque d'York. Urquhart est présenté comme Lord Spiritual à la Chambre des lords le 26 octobre 2010 . Il est le Convenor of the Lords Spiritual le 18 mai 2015. Dans les honneurs de l'anniversaire de la reine 2018, il est nommé Chevalier Commandeur de l'Ordre de Saint Michel et Saint George (KCMG) pour ses services aux relations internationales.
En avril 2022, il annonce qu'il prendra sa retraite en tant qu'évêque de Birmingham le 18 octobre 2022 .

## Source
- (en) Cet article est partiellement ou en totalité issu de l’article de Wikipédia en anglais intitulé « David Urquhart (bishop) » (voir la liste des auteurs).